# Harry Hadden-Paton
Harry Hadden-Paton (Londres, 10 de abril de 1981) es un actor británico. Es conocido por su papel de Herbert Pelham, en la serie Downton Abbey.
Hadden-Paton interpreta el papel de Henry Higgins en My Fair Lady, una actuación por la que fue nominado a un premio Tony al mejor actor principal en un musical 2018.

## Vida y carrera

### Familia
Hadden-Paton es hijo del excoronel, Nigel Hadden-Paton y de Sarah Mellor.  Tiene tres hermanas: Polly, Clementine y Alice, quien está casada con Nicholas van Cutsem, hijo del fallecido multimillonario, Hugh van Cutsem. Es el ahijado de Sarah Ferguson.
Está casado con la actriz Rebecca Night, a la que conoció en el set de The Importance of Being Earnest. Tienen dos hijas.

### Educación
Hadden-Paton nació en Londres y fue educado en el Eton College y en la Universidad de Durham. Fue capacitado en LAMDA.

### Teatro
Después de graduarse de LAMDA en 2006, Hadden-Paton se estableció como actor de teatro. Fue galardonado en los Ian Charleson Awards 2007 por sus apariciones en Romeo y Julieta y por su papel de John Worthing en The Importance of Being Earnest, dirigido por Peter Gill. Continuó su carrera con el papel del Capután Jack Absolute en The Rivals, como Hohenzollern en The Prince of Homburg  y como Harry Villiers en Posh.
En 2011 hizo el papel de Teddy Graham en Flare Path y el de Jackie Jackson en The Deep Blue Sea.
Después del éxito de Flare Path hizo de Michael Palin em No Naughty Bits, de Marlow en She Stoops to Conquer, de Alsamero en The Changeling, y de Phillip en The Pride at The Trafalgar Studios. Hadden-Paton hizo su debut en Broadway en My Fair Lady, por lo que recibió una nominación a los Tony.

### Películas y televisión
En televisión, hizo de Bertie Pelham, en Downton Abbey. También tuvo papeles protagonísticos en Midsomer Murders, The Amazing Mrs. Pritchard, Hotel Babylon, Silk, Waking the Dead, Drifters, Walter, Wallander, y Grantchester.
Entre sus obras notables está La Vie en Rose (2007), The Deep Blue Sea (2011), The Hollow Crown (2012), and About Time (2013).
En 2016, hizo de Martin Charteris en The Crown.

## Filmografía
- La vie en rose (2007) ... Doug Davis
- In the Loop (2009) ... Funcionario
- The Deep Blue Sea (2011) ... Jackie Jackson
- Richard II (2012) ... Green
- Having You (2013) ... Barry
- About Time (2013) ... Rupert[9]
- Dragon Age: Inquisition (2014) ... (Acento británico) (videojuego)
- Downton Abbey (2014–15) ... Bertie Pelham
- The Crown (2016–17) ... Martin Charteris
- Versalles (2017) ... Gaston
- Vampyr (2018) ... Dr. Edgar Swansea (videojuego)
- The Little Stranger (2018) ... Dr David Granger
- Downton Abbey (2019) ... Bertie Pelham[10]
- Twisters (2024) ... Ben
- Downton Abbey: A new era (2025) ... Bertie Pelham

## Premios y nominaciones
| Año  | Premio                     | Categoría                          | Trabajo      | Resultado |
| ---- | -------------------------- | ---------------------------------- | ------------ | --------- |
| 2018 | Tony Award                 | Mejor Actor en un Musical          | My Fair Lady | Nominado  |
| 2018 | Drama Desk Award           | Actor Extraordinario en un musical | My Fair Lady | Nominado  |
| 2018 | Drama League Award         | Actuación distinguida              | My Fair Lady | Nominado  |
| 2018 | Outer Critics Circle Award | Actor extraordinario en un musical | My Fair Lady | Nominado  |
| 2018 | Theatre World Award        | Theatre World Award                | My Fair Lady | Ganasor   |